# 济州城墙
济州城墙，位于中国山东省济宁市市中区环城北路。济州城墙始建于金代天德二年（1150年）；明代洪武三年（1370年）重修，改为砖石结构。由于自然及人为原因，济州城墙毁损严重，现仅存126米左右的残段。2001年，济州城墙列入济宁市市级文物保护单位。